# Nadja Ramskogler
Nadja Ramskogler (* 4. Juni 2000) ist eine österreichische Tennisspielerin.

## Karriere
Ramskogler begann mit sieben Jahren das Tennisspielen und bevorzugt Hartplätze. Sie spielt vor allem auf der ITF Women’s World Tennis Tour und der ITF Junior Tour.
Bei den Upper Austria Ladies Linz 2018 erhielt sie zusammen mit ihrer Doppelpartnerin Mavie Österreicher eine Wildcard für das Hauptfeld im Doppel sowie für die Qualifikation für das Hauptfeld im Einzel.